# Cleomene I
Cleomene I (in greco antico: Κλεομένης?, Kleomènēs; Sparta, ... – Sparta, 489/488 a.C.) fu re di Sparta (della dinastia degli Agiadi) da circa il 521 a.C. al 488 a.C. Grazie alla forza del suo esercito e della lega Peloponnesiaca, Sparta fu sotto il suo regno la più grande potenza del mondo greco dell'epoca.

## Biografia

### Ascesa al trono
Erodoto racconta gli eventi che portarono alla successione al trono Agiade nel 521 a.C. Dato che la prima moglie del re Anassandrida II tardava a rimanere incinta, i consiglieri del re gli suggerirono di prendere in sposa una seconda moglie: questa, infatti, poco tempo dopo diede alla luce Cleomene. Tuttavia, del tutto inaspettatamente anche la prima moglie rimase incinta e partorì il suo primogenito Dorieo (di poco più giovane di Cleomene), poi successivamente Leonida I (l'eroe delle Termopili) e Cleombroto (padre di Pausania).
Alla morte di Anassandrida II, Dorieo avanzò la propria candidatura al trono in quanto primogenito della prima moglie, ma gli Spartani scelsero Cleomene in quanto autentico primogenito del defunto re. Dorieo allora lasciò Sparta per cercare fortuna nel Mediterraneo occidentale.
Cleomene I fu l'artefice di una efficace politica estera, spesso scavalcando il collega euripontide e cercando di limitare il potere degli efori, che portò Sparta, nel trentennio successivo, a raggiungere le vestigia di una grande potenza. Tre furono le linee direttive della sua azione. In primo luogo consolidò ed estese l'egemonia spartana sul Peloponneso, sia con azioni militari, in particolare contro Argo, sia tessendo quella rete di alleanze con quasi tutte le città della regione che gli storici moderni hanno chiamato Lega Peloponnesiaca. Cleomene cercò poi di usare il potere consolidato nel Peloponneso come base per un'audace politica interventista nelle poleis di tutta la Grecia continentale, con l'obiettivo di trasformarla in una comunità di città autonome sotto la direzione di Sparta (sostituendo i tiranni con regimi oligarchici). La terza linea che caratterizzò la sua politica fu la rinuncia a intervenire nelle isole dell'Egeo, in Asia minore o in altri luoghi al di fuori di quella che considerava la zona d'influenza spartana (Grecia continentale e, per un certo periodo, Magna Grecia, dove sostenne le imprese del fratellastro Dorieo). Rifiutò in particolare di intervenire a Samo e a favore delle città greche della Ionia. Cleomene si distinse anche per la sua spregiudicatezza nell'addurre giustificazioni religiose alle sue azioni, ricorrendo in modo sistematico all'importantissimo oracolo di Delfi.

### Primi trent'anni di regno
Nel 519 a.C. intervenne nella crisi tra città della Beozia, Tebe e Platea. Nel 517 a.C. nelle Cicladi a Nasso depose il tiranno Ligdami, instaurando un regime oligarchico.
Guidò diverse spedizioni contro Argo, in particolare nel 510 a.C. (nella guerra in cui si inserisce l'aneddoto leggendario delle donne combattenti guidate da Telesilla): Argo subì una disastrosa e definitiva sconfitta nella battaglia di Sepeia nel 494 a.C. Al ritorno dalla spedizione Cleomene fu però accusato dagli avversari politici di non avere completato la campagna vittoriosa perché corrotto dagli Argivi: tuttavia fu assolto completamente. Argo, anche se duramente sconfitta, non fu obbligata a entrare nella Lega Peloponnesiaca, probabilmente nel tentativo di accrescere con questo esempio di liberalità il consenso delle città greche verso Sparta.
Nel 510 a.C. il re favorì la caduta della tirannide degli Ortagoridi a Sicione e l'instaurarsi di un governo oligarchico. Tra gli interventi negli affari interni delle altre poleis particolarmente importanti, che si sarebbero rivelati disastrosi, furono quelli compiuti ad Atene. Nel 511/510 a.C. Cleomene ebbe un ruolo decisivo nell'abbattimento della tirannide con la cacciata di Ippia dalla città, malgrado iniziali insuccessi. Successivamente, nello scontro ateniese che vide opporsi Isagora e Clistene, il re spartano appoggiò il primo e, quando fu comunque Clistene a prevalere, ricorse alle forze della Lega Peloponnesiaca. In ogni caso, dopo una iniziale fase favorevole a Isagora, nel 506 a.C. il progetto fallì. Infine, nel 500 a.C., Cleomene tentò nuovamente di entrare negli affari interni di Atene per restaurare la posizione di Ippia, ma il fermo rifiuto di Corinto di seguire Sparta nell'impresa portò a un nuovo fallimento.

### Intrigo e morte
Nel 491 a.C. Cleomene rifiutò con sdegno la richiesta avanzata dal Re di Persia di consegnare "terra e acqua" in segno di sottomissione agli ambasciatori persiani. Poi, su richiesta degli Ateniesi, si mobilitò per sanare la crisi tra questi e gli abitanti di Egina, da tempo in guerra tra loro, soprattutto perché gli Egineti non esitarono ad assoggettarsi ai Persiani. L'esito della missione, però, non fu raggiunto nell'immediato perché gli isolani, dietro l'influenza dell'altro diarca spartano, Demarato, furono restii ad accettare l'imposizione di un solo re spartano, reclamando l'opinione anche dell'europontide Demarato. Tornato a Sparta, Cleomene I ricorse alla manipolazione dell'oracolo di Delfi per destituire il collega, accusandolo di non essere figlio legittimo del suo predecessore, grazie anche alla opportuna testimonianza di Leotichida, parente di Demarato. Nel 491 a.C. Demarato fu deposto ed esiliato (morirà in Persia) e il suo posto preso da Leotichida, eletto re europontide in sua successione. Tornato immediatamente a Egina con il collega Leotichida si fece consegnare gli ostaggi richiesti.
L'intrigo ordito ai danni di Demarato fu però poi scoperto e Cleomene I, condannato dagli efori, dovette fuggire in esilio nel 490 a.C. In breve tempo, organizzò una rivolta in Arcadia, raccolse un potente esercito e riuscì a ritornare a Sparta e a riottenere il trono nel 488 a.C.: tuttavia, secondo la tradizione, divenne pazzo (forse lo era da tempo o forse fu solo una calunnia degli efori per giustificare lo strano suicidio) e nel giro dello stesso anno morì suicida. A Cleomene succedette il fratellastro Leonida I (futuro eroe delle Termopili), che prese come sua sposa la figlia del predecessore, Gorgo. Anche Leotichida subì un processo per corruzione da parte degli efori e fu condannato all'esilio.